# Sercówka pospolita
Sercówka pospolita, sercówka biała, sercówka bałtycka (Cerastoderma glaucum) – gatunek małża z rodziny sercówkowatych (Cardiidae). Zasięg występowania tego gatunku pokrywa się z zasięgiem sercówki jadalnej (Cerastoderma edule) –  północno-wschodni Ocean Atlantycki i morza europejskie, m.in. Morze Śródziemne i Morze Bałtyckie.
Został opisany naukowo w tym samym roku i pod tą samą nazwą (1789, Cardium glaucum) niezależnie przez Poireta i Bruguière'a.
Powierzchnia skorupki biała lub żółtawobiała, z licznymi żeberkami (22–28), falistymi w przekroju i promieniście rozchodzącymi się od szczytu. W najmłodszej części muszli żeberkowanie jest także obecne wewnątrz. Muszla cienka lecz dzięki wzmacniającym żeberkom mocna, wapienna i dlatego nieprześwitująca. W Bałtyku gatunek powszechny. Muszle często spotyka się na brzegu morza. W populacjach bałtyckich osiąga 30 mm długości, 25 mm szerokości i 20 mm grubości. Dorosłe osobniki żyją na dnie, natomiast młode są spotykane na roślinach, czasami przyczepione bisiorem.